# Sa Majesté est de sortie
Pour plus de détails, voir Fiche technique et Distribution.
Sa Majesté est de sortie (The King Steps Out) est un film américain réalisé par Josef von Sternberg, sorti en 1936.

## Synopsis
Une jeune femme sauve sa sœur d'un mariage avec un empereur pour lequel elle n'éprouve aucun sentiment.

## Fiche technique
- Titre original: The King Steps Out
- Réalisation : Josef von Sternberg
- Scénario : Hubert Marischka, Ernst Marischka et Sidney Buchman d'après la pièce de théâtre Cissy de Ernst Décsey et Gustav Holm
- Musique : Howard Jackson
- Photographie : Lucien Ballard
- Montage : Viola Lawrence
- Société de production : Columbia Pictures
- Société de distribution : Les Films Osso (France) et Columbia Pictures (États-Unis)
- Pays de production :  États-Unis
- Genre : Comédie, film musical et romance
- Durée : 85 minutes
- Dates de sortie : 
  - États-Unis : 28 mai 1936
  - France : 9 octobre 1936

## Distribution
- Grace Moore (VF : Camille Fournier) : princesse Elizabeth
- Franchot Tone : empereur François-Joseph
- Walter Connolly : duc de Bavière
- Raymond Walburn : colonel Von Kempen
- Elisabeth Risdon : grande-duchesse Sofia
- Nana Bryant : Louise
- Victor Jory : capitaine Palfi
- Frieda Inescort : princesse Helena
- Thurston Hall : Major
- Herman Bing : Pretzelberger
- George Hassell : Herlicka
- Johnny Arthur : chef de la police
- Josephine McKim : Mermaid
- Davison Clark : boulanger